# أحلام مستغانمي
أحلام مستغانمي كاتبة وروائية جزائرية، ولدت في 13 أبريل 1953 بتونس العاصمة وعاشت بها تسع سنوات، ثم انتقلت إلى الجزائر بعد الاستقلال سنة 1962، حازت على جائزة نجيب محفوظ لعام 1998.

## سيرة
كان والدها محمد الشريف مشاركا في الثورة الجزائرية. عرف السجون الفرنسية بسبب مشاركته في مظاهرات 8 ماي 1945. وبعد أن أطلق سراحه سنة 1947 كان قد فقد عمله بالبلدية، ومع ذلك فإنه يعتبر محظوظاً إذ لم يلق حتفه مع من مات آنذاك، وأصبحت الشرطة الفرنسية تلاحقه بسبب نشاطه السياسي بعد حلّ حزب الشعب الجزائري الذي أدّى إلى ولادة حزب جبهة التحرير الوطني. عملت أحلام في الإذاعة الوطنية مما خلق لها شهرة كشاعرة إذ لقي برنامجها «همسات» استحسانًا كبيرًا من طرف المستمعين، انتقلت أحلام مستغانمي إلى فرنسا في سبعينات القرن الماضي، حيث تزوجت من صحفي لبناني، وفي الثمانينات نالت شهادة الدكتوراه من جامعة السوربون. تقطن حاليا في بيروت، وهي حائزة على جائزة نجيب محفوظ للعام 1998 عن روايتها ذاكرة الجسد. اختارتها منظمة الأمم المتحدة للتربية والثقافة والعلوم «اليونسكو» لتصبح فنانة اليونسكو من أجل السلام وحاملة لرسالة المنظمة من أجل السلام لمدة عامين، بٱعتبارها إحدى الكاتبات العربيات الأكثر تأثيراً، ومؤلفاتها من بين الأعمال الأكثر رواجاً في العالم.
وصرحت مديرة منظمة اليونسكو إيرينا بوكوفا، أن «مؤلفات الأديبة الجزائرية تعد من بين الأعمال الأكثر رواجاً في العالم، نظراً لتميزها بعملها لصالح حقوق المرأة والحوار بين الثقافات ومكافحة العنف».

## مؤلفاتها
- على مرفأ الأيام عام 1972 م.
- كتابة في لحظة عري
- ذاكرة الجسد عام 1993. ذكرت ضمن أفضل مائة رواية عربية.[7] وفي 2010 تم تمثيلها في مسلسل سمي بنفس اسم الرواية للمخرج السوري نجدة أنزور.. (بطولة جمال سليمان وأمل بوشوشة)
- فوضى الحواس 1997.هي عبارة عن الرواية الثانية في سلسلتها الثلاثية ( ذاكرة الجسد، فوضى الحواس، عابر سرير) تتحدث عن خالد الرسام جزائري وعلاقته بابنة رفيقه المناضل سي الشريف)
- عابر سرير 2003.
- نسيان.com عام 2013
- قلوبهم معنا وقنابلهم علينا أصدرته أحلام مستغانمي تزامناً مع إصدار نسيان
- الأسود يليق بك 2012
- ديوان عليك اللهفة 2014 بمشاركته مع الملحن مروان خوري.
- كتاب شهيا كفراق عام 2018.
- أصبحتُ أنت. 2023. سيرة روائية.[8]

### عن روايتها ذاكرة الجسد
يقول نزار قباني عن روايتها ذاكرة الجسد وعن الكاتبة أحلام «روايتها دوختني. وأنا نادرا ما أدوخ أمام رواية من الروايات، وسبب الدوخة أن النص الذي قرأته يشبهني إلى درجة التطابق فهو مجنون ومتوتر واقتحامي ومتوحش وإنساني وشهواني وخارج على القانون مثلي. ولو ان أحدا طلب مني أن أوقع اسمي تحت هذه الرواية الاستثنائية المغتسلة بأمطار الشعر.. لما ترددت لحظة واحدة» ويتابع نزار قباني قائلا:
«هل كانت أحلام مستغانمي في روايتها (تكتبني) دون أن تدري لقد كانت مثلي تهجم على الورقة البيضاء بجمالية لا حد لها وشراسة لا حد لها.. وجنون لا حد له.. الرواية قصيدة مكتوبة على كل البحور بحر الحب وبحر الجنس وبحر الايديولوجيا وبحر الثورة الجزائرية بمناضليها، ومرتزقيها وأبطالها وقاتليها وسارقيها، هذه الرواية لا تختصر "ذاكرة الجسد" فحسب ولكنها تختصر تاريخ الوجع الجزائري والحزن الجزائري والجاهلية الجزائرية التي آن لها أن تنتهي..." وعندما قلتُ لصديق العمر سهيل إدريس رأيي في رواية أحلام، قال لي: " لا ترفع صوتك عالياً.. لأن أحلام إذا سمعت كلامك الجميل عنها فسوف تجنّ... أجبته: دعها تُجن.. لأن الأعمال الإبداعية الكبرى لا يكتبها إلا مجانين».

## من أقوال أحلام مستغانمي[13]
- الكبرياء أن تقول الأشياء في نصف كلمة، ألاّ تكرّر. ألاّ تصرّ. أن لا يراك الآخر عاريًا أبدًا.
- لحظة حب تبرر عمراً كاملاً من الانتظار.
- ابتعدي عن رجل لا يملك شجاعة الاعتذار..حتى لا تفقدي يوماً احترام نفسك.
- سيظل يخطئ في حقها ثم يمن عليها بالغفران عن ذنب لن تعرف أبداً ماهو..لكنها تطلب أن يسامحها عليه هكذا هن النساء!
- أجمل حب هو الذي نعثر عليه أثناء بحثنا عن شيء آخر.
- يسألونك هل تصلي؟ لا يسألونك هل تخاف الله؟!
- قرأت يومًا أن راحة القلب في العمل، وأنّ السعادة هي أن تكون مشغولًا إلى حدّ لا تنتبه أنّك تعيس.

## اُنظر أيضا
- قائمة مؤلفات أحلام مستغانمي

## بيبليوغرافيا
- 2012: رئيسة موسي كريزم: عالم أحلام مستغانمى الروائي، دار زهران للنشر والتوزيع

## وصلات خارجية
- أحلام مستغانمي على موقع أرشيف الشارخ.